# 5341 Пурґатгофер
5341 Пурґатгофер (5341 Purgathofer) — астероїд головного поясу, відкритий 24 вересня 1960 року.
Тіссеранів параметр щодо Юпітера — 3,655.